# Parabrachiella auriculata
Parabrachiella auriculata is een eenoogkreeftjessoort uit de familie van de Lernaeopodidae. De wetenschappelijke naam van de soort is voor het eerst geldig gepubliceerd in 1987 door Castro Romero & Baeza Kuroki.